# Allegria di naufragi
il viaggio
come
dopo il naufragio
un superstite
lupo di mare.»
(Versa, 14 febbraio 1917)
Allegria di naufragi è una raccolta di poesie di Giuseppe Ungaretti.
Il primo nucleo di poesie fu stampato ad Udine nel 1916, durante la prima guerra mondiale, ed era intitolato Il porto sepolto. Una seconda edizione, battezzata appunto Allegria di naufragi, viene pubblicata da Vallecchi nel 1919. In questa seconda edizione vengono aggiunte alcune nuove poesie, fra cui quella che dà il titolo alla raccolta. La raccolta contiene poesie scritte a partire dal 1914. Infine, a partire da un'edizione del 1931, la raccolta viene presentata con il semplice titolo di L'allegria.
Al centro della raccolta è l'esperienza della Grande Guerra combattuta dal poeta in trincea come interventista e volontario. L'Allegria si presenta come un diario del tempo di guerra, e ognuno dei componimenti è seguito dall'indicazione del luogo e della data.

## Descrizione
La raccolta si divide in cinque sezioni, ognuna dedicata a periodi differenti, prima, durante e dopo la guerra:
1. Ultime, Milano 1914-1915;
2. Il Porto Sepolto, dal dicembre 1915 all'ottobre 1916;
3. Naufragi, dal dicembre 1916 ad agosto 1917, include la poesia Mattina;
4. Girovago, da marzo a luglio 1918, comprende la altrettanto celebre Soldati;
5. Prime, Parigi-Milano 1919[1].

La vitalità istintiva, nel desiderare morbosamente unirsi con il tutto, con la natura, come nell'esempio de I fiumi, è il significato centrale di allegria. Proprio negli attimi di maggior tensione e distruzione, durante i bombardamenti i colpi di mitraglia, lo slancio vitale si manifesta, e rende il poeta allegro e felice di continuare a vivere, esattamente nell'attimo in cui si consuma la tragedia, a differenza degli altri naufragi di vite umane distrutte. Tale metafora del marinaio che scampa al naufragio si trova nella poesia dall'incipit E subito riprende, dove c'è la dichiarazione di poetica.

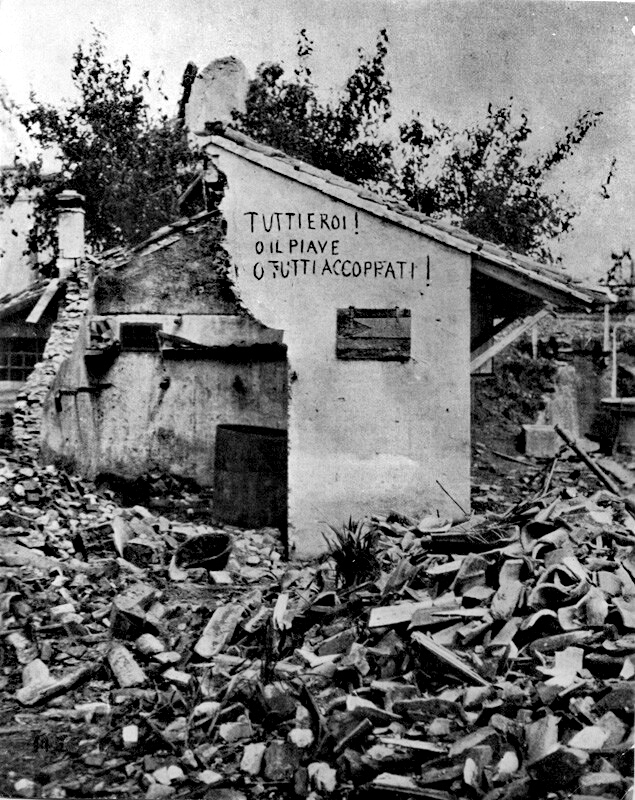
Allegria di naufragi è dedicata alla guerra.

## Le poesie più famose
- Veglia (23 dicembre 1915): Ungaretti descrive il tipico momento di attaccamento feroce e impulsivo alla vita, nei momenti di maggior desolazione, ossia nella veglia notturna di soldato, passata accanto al corpo martoriato di un compagno. Lo stile ha un forte accento espressionistico, con vocaboli esprimenti immediatezza e crudezza di realismo, come "buttato - bocca digrignata", stanti a mostrare forti sensazioni visive e uditive della barbarie della guerra contro l'essere umano.
- San Martino del Carso (27 agosto 1916): qui Ungaretti descrive la desolazione del paese, completamente distrutto dalle bombe, e paragona i brandelli delle case a parti del corpo umano, fondendosi simbolicamente con l'anima del vecchio borgo, come fosse una creatura umana. Nel processo di antropomorfizzazione della natura, Ungaretti usa parole simboliche, come "budello", mentre il processo di panismo, è mostrato nella seconda parte, quando Ungaretti si fonde in comunione con tutti i compagni caduti, rappresentati dalle croci piantate sul terreno.
- Fratelli (15 luglio 1916), poesia che rappresenta una situazione di scambio informazioni da parte di due reggimenti, talmente immediata, come se il poeta rappresentasse questa sensazione in maniera "telegrafica". Il termine principale è il "fratelli", termine inconsueto al saluto dei reggimenti, che usano un gergo militaresco di comunicazione. Il poeta però sta a sottolineare il sentimento di fratellanza sociale, che scaturisce negli uomini proprio nella situazione di maggiore disperazione.
- I fiumi (16 agosto 1916): qui Ungaretti, scrivendo in maniera inconsueta una poesia molto lunga, sempre facendo appello tuttavia agli schemi di immediatezza stilistica, racconta in un percorso naturale tutta la sua esistenza. Il percorso attraverso i quattro fiumi della sua vita: il Serchio (fiume toscano, dove il poeta ebbe le origini), il Nilo (infanzia in Egitto), la Senna (Parigi, gioventù culturale), e l'Isonzo (dove il poeta si riposa durante la guerra). Il percorso serve, dall'inizio all'Isonzo, a mostrare il processo di auto-riconoscimento di Ungaretti della propria esistenza, accomunandosi con la natura. Tale processo di ricordo e analisi interiore è dovuta proprio dal momento di pausa, durante la guerra, quando il poeta si fa il bagno nell'Isonzo. L'esaltazione stilistica del contatto simbolico pelle-acqua mette in moto il ricordo. Il termine della poesia, con il termine "corolla di tenebre", rappresenta un momento di sconforto per Ungaretti, essendo la condizione umana in guerra molto precaria, fatta soltanto di speranze, e di poche certezze.
- Stasera (22 maggio 1916): la brevissima poesia esalta la parola nuda "pura". Il poeta-soldato, in un momento di disperazione, non riesce a vedere altro appiglio di salvezza, che una balaustra, dove far riposare, per poco tempo, i propri sentimenti, prima della nuova battaglia da combattere.
- Sono una creatura (5 agosto 1916): altra poesia dove Ungaretti dimostra, con sensazioni visive-tattiche il suo processo di cambiamento perpetuo durante la guerra. Dapprima egli era un essere umano fatto di sentimenti, ora a causa della guerra subisce un processo di "naturalizzazione al contrario", ossia riducendosi al silenzio e all'immobilismo psico-fisico, come una pietra.
- Soldati (luglio 1918): costituisce una delle poesie più celebri dell'autore nonché di tutta la poesia mondiale Si sta come | d'autunno | sugli alberi | le foglie. Vi è un uso strategico di enjambement per scandire il breve discorso, con la carica espressiva del "si sta" iniziale, come nel rispondere ad una domanda riguardo alla situazione emotiva del soldato. Il poeta risponde che la condizione umana in guerra è estremamente precaria, come delle foglie di un albero durante l'autunno, sempre in procinto di cadere, e morire.

- Mattina (gennaio 1917): la poesia più celebre della raccolta, scritta a Santa Maria la Longa il 26 gennaio 1917.

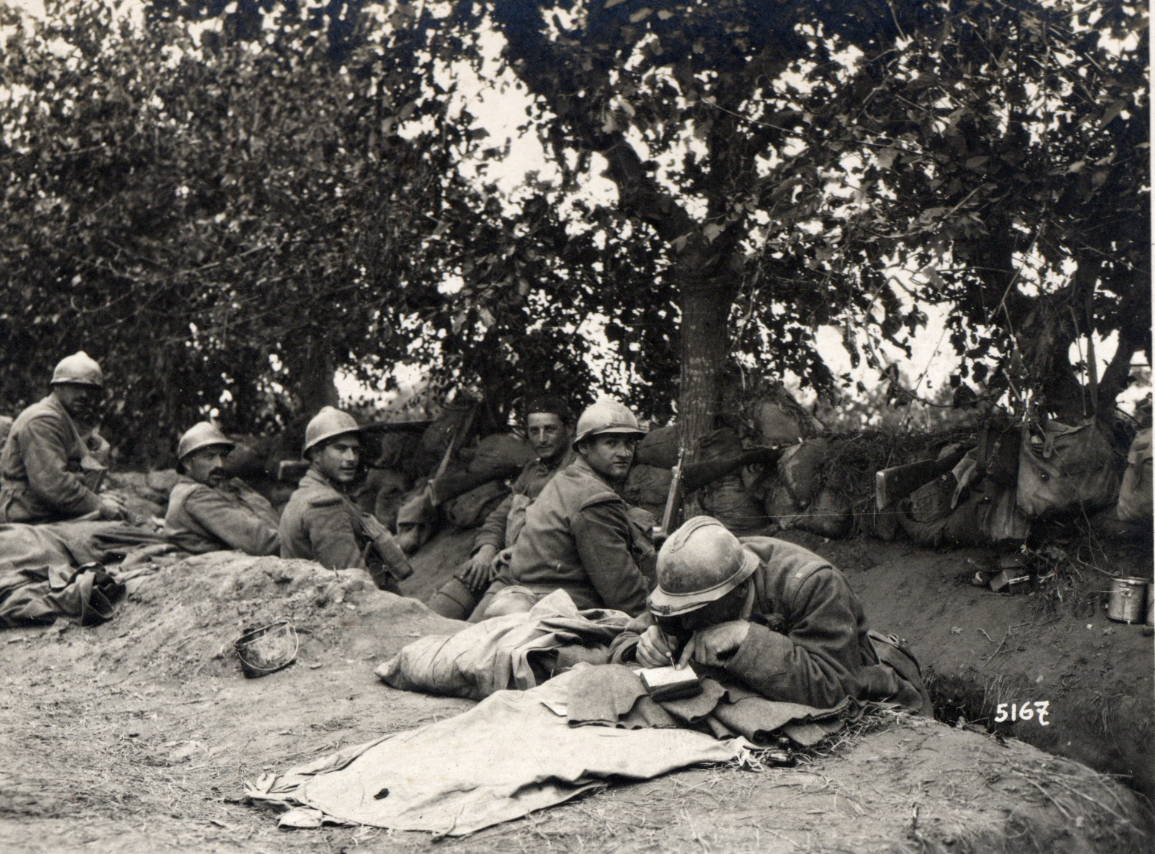
In un momento di pausa un soldato scrive su un taccuino

## Stile e analisi
Lo stile ungarettiano è ispirato al simbolismo sperimentato nei primi anni del '900 dai francesi Mallarmé e Valery. Le poesie sono molto brevi, dove è rappresentato il significato essenziale, dove il poeta si adopera nello scarnificare il periodo e le parole, riducendo tutto alla frase "pura", intenta alla focalizzazione immediata dell'io-luogo-lettore. Per tale motivo la poesia ungarettiana tende alla verticalizzazione, all'abolizione della punteggiatura per eliminare le attese, rappresentate soltanto da uno spazio bianco tra una strofa e l'altra. 
La centralità del soggetto, con elevata presenza di autobiografismo, è l'elemento necessario per quel senso di immediatezza tra rapporto di esperienza poeta-lettore, esaltato dall'eccessiva presenza di verbi all'indicativo presente, intenti a mostrare immediatezza e velocità nella maniera improvvisa in cui si presentano le varie situazioni di difficoltà all'autore, esattamente nel momento in cui è sotto attacco in trincea, o nelle attese in cui i pensieri si manifestano in grande rapidità.